# EXPAL BP-5A
EXPAL BP-5A – hiszpańska bomba ćwiczebna.